# Episodi di Gomorra - La serie (prima stagione)
La prima stagione della serie televisiva Gomorra - La serie è stata ideata dallo scrittore Roberto Saviano ed è stata trasmessa dalla pay tv satellitare Sky sui canali Sky Atlantic e Sky Cinema 1 dal 6 maggio al 10 giugno 2014, con due episodi settimanali. Ad oggi è la serie televisiva italiana più vista nella storia della pay tv italiana. Nel 2015 è stata riproposta in chiaro su Rai 3 a partire dal 10 gennaio fino al 21 febbraio 2015, trasmettendo due episodi ogni sabato (ad eccezione della settimana di Sanremo).
Durante questa stagione Maria Pia Calzone (Immacolata Savastano) esce dal cast principale.
| nº | Titolo                    | Prima TV pay   |
| -- | ------------------------- | -------------- |
| 1  | Il clan dei Savastano     | 6 maggio 2014  |
| 2  | Ti fidi di me?            | 6 maggio 2014  |
| 3  | L'omm 'e casa             | 13 maggio 2014 |
| 4  | Sangue africano           | 13 maggio 2014 |
| 5  | Il ruggito della leonessa | 20 maggio 2014 |
| 6  | Roulette spagnola         | 20 maggio 2014 |
| 7  | Imma contro tutti         | 27 maggio 2014 |
| 8  | La scheda bianca          | 27 maggio 2014 |
| 9  | Gelsomina Verde           | 3 giugno 2014  |
| 10 | Ora facciamo i Conte      | 3 giugno 2014  |
| 11 | 100 modi per uccidere     | 10 giugno 2014 |
| 12 | Gli Immortali             | 10 giugno 2014 |

## Il clan dei Savastano
- Diretto da: Stefano Sollima

### Trama

Gennaro, Pietro e Imma Savastano in una scena della serie televisiva.

Ciro Di Marzio detto l'Immortale e Attilio ’o Trovatello, camorristi del clan Savastano, sono fermi ad una pompa di benzina per riempire una tanica; Ciro critica l'ordine che sta per eseguire. Don Pietro Savastano è infatti il capo di un sanguinario clan camorristico nel quartiere di Scampia, mentre Salvatore Conte gestisce il traffico di hashish per suo conto. A causa delle continue rivalità tra i due, Don Pietro ordina a Ciro e Attilio d'incendiare l'abitazione di Conte, come atto punitivo.
L'incendio provoca come ritorsione un attentato in un bar dove Ciro rischia la morte. L'ordine finale di Don Pietro è perciò di uccidere Salvatore Conte e tutti i suoi uomini in un agguato. Gli uomini di Savastano sono titubanti, primo fra tutti Ciro, visto che l'assalto al covo di Conte è molto rischioso e sicuramente metterà in allarme le forze dell'ordine; nonostante ciò eseguono lo stesso gli ordini del Boss, ma Conte riesce a mettersi in salvo e a fuggire, al contrario di tutti i suoi uomini, mentre rimangono uccisi quattro affiliati di Don Pietro, tra cui Attilio ’o Trovatello, che Ciro considerava mentore e padre. La notizia sconvolge l'Immortale per la noncuranza con cui accoglie la morte di diversi suoi uomini fidati, anche se garantisce che si occuperà economicamente delle loro famiglie.
Gennaro Savastano, detto Genny, è il figlio del boss Pietro e della moglie Imma, ed è un ragazzo viziato, immaturo e superficiale. La sera stessa dell'agguato a Conte, Genny si reca in una discoteca a Casavatore dove s'invaghisce della fidanzata del figlioccio di un giovane boss rivale, e provoca sfacciatamente entrambi che gli distruggono la motocicletta.

## Ti fidi di me?
- Diretto da: Stefano Sollima

### Trama
A seguito dell'assalto del clan Savastano ai danni di Salvatore Conte, la polizia si mobilita e inizia a pattugliare il quartiere e a mettere in difficoltà le operazioni della malavita. La Guardia di Finanza riesce a bloccare un'importante importazione di droga dall'Honduras. Da questo evento Don Pietro capisce che all'interno del clan è presente un traditore che ha fornito informazioni alle forze dell'ordine.
Intanto Don Pietro cerca di rimediare ai guai creati dal figlio Genny, che ha vandalizzato una piazza di Casavatore la notte stessa dell'agguato a Conte. Il boss di quartiere propone di risolvere la questione attraverso un gesto che umilierebbe pubblicamente Genny: don Pietro reagisce ordinando la morte del boss di Casavatore. Il momento di crisi del clan mette in luce un serio problema:Genny non è pronto a prendere il posto del padre, nel caso che a quest'ultimo possa accadere qualcosa, cosa ormai probabile con la talpa nel clan.  Don Pietro, consapevole dell'inettitudine del figlio, affida a Ciro l'organizzazione di un rituale di passaggio che spinga Genny a diventare un uomo capace di stare al comando del clan. Ciro conduce Genny da un emarginato tossicodipendente e gli ordina di ucciderlo, ma Genny non ha il coraggio limitandosi solo a ferirlo, lasciando a Ciro il colpo di grazia. Genny mente al padre affermando di aver sparato lui e riceve una nuova motocicletta come ricompensa.
In serata Don Pietro scopre la menzogna e decide di punire Ciro, costringendolo a bere urina in un bicchiere. Questa prova serve al boss anche per avere la conferma della assoluta sottomissione ed obbedienza di Ciro, che considera nonostante tutto l'unico a cui possa affidare le sorti del clan e del figlio, finquando quest'ultimo non sarà pronto.
Poco prima di ciò la paranoia per il traditore nel clan ha preso il sopravvento e porta Don Pietro ad uccidere cruentemente il fedelissimo Bolletta, che negli ultimi giorni aveva espresso malcontento per le scelte del suo capo, non partecipando all'esecuzione del boss di Casavatore. Don Pietro abbandona il luogo del delitto impossessandosi di una sacca piena di soldi e della giacca pulita della vittima. Scopre, poco dopo, che la talpa ha di nuovo contattato i carabinieri, scagionando il defunto Bolletta.
Nel cuore della notte Genny, ancora sconvolto per l'assassinio del tossicodipendente, corre a forte velocità a bordo della sua motocicletta ignorando i segnali stradali. Il giovane criminale sarà travolto da un'auto e portato in ospedale.
Don Pietro riceve una telefonata sulle condizioni di Genny e si dirige a forte velocità verso l'ospedale. Una pattuglia della polizia stradale lo ferma per un controllo e poi lo arresta per aver trovato la sacca con i soldi e della cocaina nella giacca rubata a Bolletta.
Ciro è nei pressi di una cabina telefonica ed è sul punto di chiamare un numero annotato su un foglietto (confermando di essere lui stesso il traditore), e desiste quando riceve la notizia dell'incidente di Genny. Con  don Pietro agli arresti e Genny in sala operatoria, si rivela un momento buio per il clan. Ciro brucia il foglietto con il numero.

## L'omm 'e casa
- Diretto da: Stefano Sollima

### Trama
Don Pietro è detenuto al carcere di Poggioreale. Il boss continua a comandare il suo clan grazie ad un telefono cellulare che si è procurato illegalmente anche se con notevoli difficoltà: il direttore del carcere, infatti, non concede privilegi (come avveniva prima) e scopre il telefono a seguito di una perquisizione. Don Pietro, pertanto, non riesce a dare ordini al clan in modo tempestivo.
Questo danneggia non poco il clan dato che molti contatti si rifiutano di stringere accordi senza la voce diretta del boss e, pertanto, risulta più complicato l'acquisto della droga.
Don Pietro cerca in tutti i modi di aiutare Pasqualino, un ragazzino dentro per rapina, che però dopo essere stato condannato a 10 anni di carcere si impicca in cella.  
Ciro e Genny sono andati a Milano per consegnare una grossa somma di denaro a Franco Musi, il commercialista che da anni ricicla il denaro del clan, Genny però non ascolta i comandi di Don Pietro, rinunciando alla totale liquidità dei soldi.
È il giorno del colloquio tra detenuti e familiari. Don Pietro comunica a Genny di tenersi pronto a prendere in mano il comando del clan nonostante donna Imma sia dubbiosa a causa dell'atteggiamento immaturo e superficiale del figlio.
Genny porta a casa Noemi, la ragazza del boss di Casavatore, grazie all'aiuto di Ciro e la conquista, però la madre, donna Imma, si mostra contraria agli atteggiamenti da spavaldo di Genny e mostra diffidenza nei confronti della ragazza

## Sangue africano
- Diretto da: Stefano Sollima

### Trama
Il clan dei Savastano ha affidato un'importante piazza dello spaccio ad una banda di criminali nigeriani. Essi pretendono margini di guadagno più alti dalla vendita degli stupefacenti del clan Savastano. Il capobanda nigeriano spinge un suo collaboratore a farsi arrestare per parlare e trattare direttamente con Don Pietro. Don Pietro è infastidito e arrabbiato dalle richieste dei nigeriani e minaccia conseguenze mortali se lo spaccio di droga non riprenderà immediatamente e alle sue condizioni.
Don Pietro è stanco delle restrizioni e del rigore imposto dal direttore del carcere. L'avvocato del clan non è ancora riuscito a trovare un appiglio legale per scarcerare il boss. Quindi il boss scatena una rivolta come sfregio al direttore della prigione e chiede aiuto ai nigeriani, promettendo in cambio l'aumento dei profitti sullo spaccio di droga. La rivolta si conclude non appena Don Pietro riesce ad ottenere alcuni privilegi e la rimozione di alcune restrizioni carcerarie fra cui l'utilizzo di un cellulare e il ritorno di un poliziotto corrotto che gli forniva i cellulari ed informazioni. In serata il boss ordina telefonicamente ai suoi fedelissimi di uccidere tutti i nigeriani ribelli. L'agguato viene eseguito in nottata, ma le vittime si riveleranno essere persone totalmente estranee ad ambienti criminali (ispirato all'episodio realmente avvenuto della strage di Castel Volturno).
Alla mattanza partecipa anche Gennaro che, tuttavia, ne rimane profondamente turbato e, per questo, verrà redarguito da Ciro prima e dalla madre poi.
I nigeriani, intanto, tornano a fornire le percentuali pattuite inizialmente per paura di nuove ritorsioni.
L'indomani il boss è sottoposto al regime speciale 41 bis perché la telefonata della sera precedente è stata intercettata.

## Il ruggito della leonessa
- Diretto da: Francesca Comencini

### Trama
Il clan dei Savastano è in difficoltà economiche dopo l'arresto di Don Pietro, la rivolta dei nigeriani e la partita di droga sequestrata. Imma e Genny partono di nuovo per Milano per incontrare il commercialista Musi e farsi consegnare il denaro di cui hanno bisogno.
Il commercialista ha agito all'insaputa del clan investendo tutta la liquidità in un'azienda che ha perso un appalto milionario, facendone crollare il valore. Disperato, Franco Musi cerca di corrompere il funzionario pubblico che gestisce l'appalto. Il tentativo fallisce e il commercialista finisce in prigione.
Genny continua a comportarsi in modo stupido e pensa solo a Noemi, la ragazza che un tempo era fidanzata con il figlioccio del boss di Casavatore.
Imma chiede ed ottiene dall'avvocato del clan di far scarcerare Franco Musi. Il commercialista è libero ed è invitato ad una cena con la donna. La moglie del boss comunica di voler indietro i suoi soldi e ordina al commercialista di suicidarsi per far cessare le indagini su di lui, che potrebbero compromettere il patrimonio: così, i soldi potranno  tornare senza impedimenti dalla famiglia di Musi al clan dei Savastano.
Imma va a trovare il marito detenuto al 41 bis. Don Pietro comunica alla moglie che Genny è il nuovo boss dei Savastano e che deve essere affiancato da Ciro. Imma, tuttavia, decide di assumere il comando del clan disobbedendo agli ordini del marito; ad insaputa di don Pietro, infatti, la donna decide di inviare Ciro in Spagna per riallacciare i rapporti con Salvatore Conte e ottenere la sua droga.

## Roulette spagnola
- Diretto da: Stefano Sollima

### Trama
Imma ha ignorato la volontà del marito e continua a comandare il clan dei Savastano.
La donna ordina a Ciro di andare a Barcellona per raggiungere una tregua con Salvatore Conte, divenuto ormai uno dei maggiori narcotrafficanti dell'Europa meridionale. Genny viene inviato in Honduras per calmare i produttori di droga che non sono stati ancora pagati e per stringere un nuovo accordo.
Ciro è all'aeroporto di Barcellona quando Massimo, autista personale di Salvatore Conte, lo invita a seguirlo. Ciro viene sistemato in uno dei più importanti hotel della città catalana e viene informato che Salvatore Conte al momento non può occuparsi di lui. Il giorno successivo Ciro minaccia Massimo ed ottiene il permesso di incontrare Salvatore Conte.
Salvatore Conte non ha dimenticato l'incendio alla casa della madre e lascia Ciro in mare aperto dopo averlo invitato a un giro in yacht. Ciro sta per lasciare la Spagna quando Salvatore Conte gli impone di diventare il suo portavoce per prendere accordi con un clan russo che sta minacciando i suoi affari, con la garanzia di una lunga collaborazione con il clan dei Savastano. Dopo aver chiuso l'accordo (al prezzo di una drammatica partecipazione alla roulette russa), Ciro rientra in Italia e scopre che Imma sta stravolgendo gli equilibri interni del clan prendendo il controllo assoluto del territorio locale.
Don Pietro convoca la moglie dopo aver appreso che la sua volontà non è stata rispettata. Imma convince il marito a lasciarle il comando del clan dal momento che lei è l'unica persona di cui può veramente fidarsi e che gli è stata accanto in ogni momento della vita.

## Imma contro tutti
- Diretto da: Francesca Comencini

### Trama
Dalla Spagna arrivano i primi rifornimenti di droga. Imma ordina l'apertura di una nuova piazza per lo spaccio della droga e di fare una concorrenza spietata a tutte le altre famiglie camorristiche, che alla fine reagiranno con una rappresaglia esplosiva a breve distanza da Ciro "l'immortale". Da una breve telefonata criptica con Genny, Imma intuisce che il figlio sta correndo un grave pericolo nella giungla honduregna.
Ciro riceve l'umiliante ordine di gestire tutte le operazioni relative allo spaccio nella nuova piazza, accettando con riluttanza e rancore. Imma viene contattata da Marta Giacobone, detto Luca, una ragazza omosessuale in cerca di protezione dopo la morte del padre, suicida per le crescenti richieste di denaro da parte dell'usuraio Leccalecca. Lo strozzino viene ucciso dal clan, e Luca mette a disposizione l'appartamento di famiglia situato in un punto strategico per il controllo della piazza dello spaccio.
Da due settimane non ci sono notizie di Genny ancora in Honduras. Un affiliato del clan comunica a Imma che è stato trovato il cadavere squartato di un uomo occidentale nella zona in cui si è recato Genny. Luca viene ucciso da due sicari e, nottetempo, una retata della polizia smantella la piazza di spaccio del clan Savastano.
Imma non è turbata e convoca un summit con i capi delle famiglie rivali per offrire loro una tregua. La donna informa gli altri boss che i Savastano hanno l'esclusiva sull'importazione della droga e che sono gli unici a poter vendere merce di qualità a prezzi bassi. La sua proposta di tregua prevede che le altre famiglie dovranno rifornirsi da lei e sottostare alle sue condizioni.
Durante il sonno Imma è svegliata da alcuni rumori improvvisi e da uno sparo in casa. La donna va all'ingresso e scopre che Genny, ritornato provato e profondamente cambiato, ha sparato al cane della madre reo di averlo morso.

## La scheda bianca
- Diretto da: Claudio Cupellini

### Trama
L'Honduras ha trasformato Genny in un uomo superbo e violento.
Il giovane è intenzionato a dimostrare ai vecchi membri del clan che adesso è il nuovo boss e quindi convoca una riunione in un ristorante. Quando il summit è terminato, Genny uccide il cameriere, un suo vecchio compagno di scuola solo per una battuta infelice, ottenendo però scetticismo e disapprovazione.
Ciro vuole assumere un ruolo sempre più importante nella gestione del clan e cerca di accattivarsi Genny, ma vede distrutte le sue ambizioni sentendosi dire dal nuovo boss che non c'è posto per lui al vertice del clan.
Genny litiga con la madre e le confessa di essere stato costretto a squartare uno statunitense con un machete perché si lamentava troppo, dietro minaccia dei suoi stessi affiliati honduregni. L'episodio, dal quale è stato stravolto, lo ha reso un criminale violento con smanie di onnipotenza. Nonostante ciò Imma si complimenta con il figlio per come è diventato.
Genny ha il comando del clan e inizia ad affermarsi attraverso il controllo della politica. La città di Giugliano è considerata molto strategica per gli affari del clan e Genny vuole a tutti i costi dominarla, nonostante il sindaco sia un uomo fedele a Don Pietro. Michele è un consigliere comunale di Giugliano dal carattere debole e manovrabile ed è anche amico di Genny. Il giovane Savastano aiuterà l'amico nella campagna elettorale, iniziando anche una relazione con una nuova ragazza, Jessica, figlia di un medico dello schieramento opposto e promettendo a varie imprese posti di lavoro e soldi. Inoltre recupererà con forza le firme di presentazione della lista che il sindaco precedente aveva rubato.
Inoltre, il giorno precedente alle elezioni, alcuni dei ragazzi di Gennaro ottengono, con la forza, una scheda bianca da un presidente di seggio: in questo modo, fornendo la scheda pre-votata ad alcuni cittadini che vengono pagati e che ne consegneranno a loro volta quella bianca, possono avere la certezza che i voti siano effettivamente andati a Casillo.
Michele diventa primo cittadino di Giugliano estromettendo il precedente sindaco affiliato a Don Pietro.
Ciro medita vendetta contro i Savastano e comincia a disseminare dubbi e incertezze tra i membri anziani del clan per metterli contro Genny.
Intanto Daniele, un giovane meccanico affascinato dal mondo perverso della camorra, viene irretito da Ciro a diventare un corriere della droga in cambio di denaro e merce costosa.

## Gelsomina Verde
- Diretto da: Claudio Cupellini

### Trama
Genny ordina al nuovo sindaco di Giugliano di realizzare un progetto edilizio sul quale i Savastano potranno esercitare una forte speculazione. Nel progetto è coinvolto anche Tonino Russo, un imprenditore spregiudicato ed affiliato con Salvatore Conte. Il progetto edilizio è fermo a causa dei fratelli Romano che rifiutano di cedere l'autosalone situato nel territorio in cui sarà realizzato il progetto. Genny ordina a Ciro di risolvere il problema dei fratelli Romano.
Ciro convoca Daniele e lo promuove nell'organizzazione criminale, all'insaputa del resto del clan. Ciro uccide i fratelli Romano alla presenza di Daniele, che assiste per la prima volta a un'esecuzione malavitosa.
Il tradimento di Ciro comincia a prendere forma su due fronti: indebolire l'autorità di Genny per scatenare una faida interna al clan e trarre vantaggio da una nuova guerra di camorra.
Daniele riceve l'incarico di commettere il suo primo omicidio, ottenendo in cambio l'anticipo di una grossa somma di denaro e una costosa motocicletta. Ciro ordina a Daniele l'assassinio di Tonino Russo fornendogli informazioni false sull'importanza della vittima.
Daniele è fidanzato con Manu, una ragazza di 16 anni come lui. Con i soldi che ha ricevuto da Ciro, Daniele regala alla giovane un anello di fidanzamento decorato da una coroncina di diamanti.
Daniele uccide Tonino Russo e decide di trascorrere la serata in un bar con Manu, disobbedendo all'ordine di Ciro di rientrare subito a casa. Nel bar la TV è accesa e dal notiziario Daniele apprende che Tonino Russo era un uomo di spicco nel clan di Salvatore Conte. Daniele è in preda al panico e telefona a Ciro che lo rassicura e lo invita a tornare a casa per ricevere il resto della ricompensa. Daniele lascia Manu da sola al bar e torna a casa.
Daniele è arrivato davanti a casa e nota ’o Nano discutere di ucciderlo. Temendo per la sua vita, Daniele scappa e chiede aiuto a Bruno, suo amico fidato, che gli offre un posto lontano dove ripararsi per la notte e si fa carico di riportare Manu a casa.
Ciro chiama Daniele al cellulare per diverse volte e alla fine decide di andare al bar indicatogli da Daniele nella telefonata precedente dove incontra Manu. Ciro finge di essere Bruno, l'amico di Daniele, e invita Manu a salire a bordo della sua auto. Ciro rapisce e tortura brutalmente la ragazzina per estorcere una confessione sull'attuale nascondiglio di Daniele e alla fine la uccide bruciando il cadavere.
La mattina successiva Daniele si sposta verso un nuovo nascondiglio, fermandosi prima in una tavola calda per mangiare. Guardando la televisione scopre che Manu è stata uccisa come atto di ritorsione nei suoi confronti.
Daniele chiama disperato il fratello maggiore che chiude la telefonata pensando ad un problema di scarsa importanza. Il fratello maggiore di Daniele è Massimo, l'autista personale di Salvatore Conte, attualmente in viaggio verso Napoli per occuparsi personalmente dell'assassinio di Tonino Russo.
Convinto di non avere più alcuna via di uscita, Daniele si punta la pistola alla bocca.

## Ora facciamo i Conte
- Diretto da: Claudio Cupellini

### Trama
Genny non sospetta minimamente del tradimento di Ciro e anzi gli affida l'incarico di trovare l'assassino di Tonino Russo. Il giovane boss è preoccupato che gli accordi con Salvatore Conte siano compromessi.
Daniele è rintanato in un casale abbandonato dove un tempo lavorava il padre. Chiama insistentemente il fratello Massimo che continua a chiudere le telefonate. Solo dopo diverse ore Daniele riesce a confessare a Massimo quello che è successo.
Ciro non riesce a trovare Daniele e, temendo di essere scoperto, confida a Genny che l'assassino di Tonino Russo è probabilmente un membro del clan Savastano. Ciro decide di sacrificare Daniele per continuare il suo piano e si fa carico di consegnarlo a Genny.
Massimo agisce senza lucidità per salvare la vita del fratello e cerca di uccidere Salvatore Conte. Dopo una breve colluttazione, Massimo confessa a Conte le responsabilità del fratello, ingannato dai Savastano. Salvatore Conte rassicura Massimo affermando che il fratello non ha nulla da temere. Massimo richiama Daniele e gli comunica che il problema è stato risolto e di aspettare al casale fino all'arrivo di Salvatore Conte.
Daniele esce dal nascondiglio all'arrivo di Salvatore Conte e confessa al boss che Ciro Di Marzio gli ha ordinato di uccidere Tonino Russo. Conte lo invita ad abbracciarlo per ottenere il perdono in una sorta di gesto misericordioso. Il boss estrae una pistola e uccide Daniele per poi ferire Massimo che riesce a scappare.

## 100 modi per uccidere
- Diretto da: Stefano Sollima

### Trama
È il giorno del funerale di Daniele. Davanti alla chiesa si sono radunati i giovani affiliati del clan Savastano che intonano inni in onore del defunto.
Alla prima panca è seduta la madre di Daniele, affiancata a Imma, Genny e Ciro. Il parroco inizia la funzione religiosa con un'accusa contro i responsabili della morte del ragazzo che assistono indifferenti alla messa.
Ciro pensa che Bruno, l'amico di Daniele, possa raccontare la verità e scoperchiare il tradimento in atto. Bruno ha lasciato in fretta l'Italia e ora vive a Marsiglia da alcuni parenti. Ciro incarica Rosario, un suo sottoposto, di sorvegliare la casa di Bruno nel caso il ragazzo tornasse in Italia o se ci fossero novità da raccontare.
Massimo è morto a causa dei proiettili sparati da Salvatore Conte in un posto non distante da dove è stato ucciso il fratello minore Daniele.
Genny convoca una riunione tra gli uomini della vecchia guardia e le nuove leve del clan. Salvatore Conte deve essere punito per aver ucciso un membro dei Savastano e va trovato immediatamente. I giovani sono d'accordo con il piano di Genny, mentre gli anziani sono contrari. Zecchinetta, uno dei fedelissimi di Don Pietro, nega l'ipotesi che Salvatore Conte stia cercando di corrompere i membri del clan Savastano, affermando che una nuova guerra ridurrebbe entrambi i clan in miseria; i membri più anziani, tranne Ciro, abbandonano poi la riunione. Ciro dichiara a Genny che sospetta Zecchinetta di fare il doppio gioco e si sia già alleato con Salvatore Conte. Genny abbocca alla trappola di Ciro ed ordina alle giovani leve di far confessare Zecchinetta e poi ucciderlo.
Zecchinetta viene raggiunto dentro casa sua dai ragazzi di Genny, viene torturato e poi ucciso da ‘o Track. Pino e ‘o Pop si fermano in cortile e fanno giocare i figli di Zecchinetta con le pistole.
Dal suo nascondiglio Salvatore Conte sta parlando con la sua banda affermando che il suo unico obbiettivo è ammazzare Genny Savastano. Alla riunione sono presenti anche tre vecchi membri del clan Savastano (’o Baroncino, ’o Fringuello e ’o Zingaro) che hanno tradito il vecchio boss.
La morte di Zecchinetta è la conferma che Genny non è in grado di gestire il clan, non riconoscendo alleati né traditori, e inasprendo ulteriormente i malumori. Le vecchie guardie sono furiose per l'atteggiamento del nuovo boss e non sopportano la mancanza di rispetto delle giovani leve. Genny, su suggerimento di Ciro, va a trovare il padre in carcere per chiedere un consiglio e nel frattempo raccomanda a tutto il clan di rimanere calmo e unito.
Don Pietro sembra aver perso ogni contatto con la realtà e non è nemmeno in grado di parlare. Genny è sconvolto quando vede il padre in stato catatonico.
Genny rientra e scopre che le giovani leve hanno organizzato una rivolta sanguinaria contro le vecchie guardie. I giovani vogliono dimostrare di essere cresciuti e di essere diventati dei criminali più forti dei loro mentori. Le vecchie guardie riportano l'ordine uccidendo Tonino Spiderman che viene ucciso dal suo stesso zio.
Genny torna a casa e riferisce alla madre le condizioni di Pietro: Imma invita il figlio a mantenere la calma e a tacere questa notizia, lo esorta inoltre a convocare una nuova riunione, fingendo che Don Pietro abbia dato l'ordine di ristabilire la pace all'interno del clan e di unirsi tutti contro Salvatore Conte. Gli uomini della vecchia guardia tuttavia non gli credono e decidono di separarsi. Ciro ne approfitta per dare inizio ad una scissione.
Bruno ha spedito a casa un telefono cellulare con una conversazione memorizzata al suo interno. La madre del ragazzo si rivolge immediatamente a Imma per fargliela ascoltare: Manu, la fidanzatina di Daniele, aveva telefonato a Bruno mentre il telefono era scarico e contemporaneamente veniva raggiunta da Ciro Di Marzio, nella telefonata si sente la ragazza gridare disperatamente aiuto mentre l'uomo la sta minacciando e torturando per estorcerle il nascondiglio di Daniele. Il contenuto della telefonata è la prova che Ciro è il traditore del clan Savastano.
Rosario è appostato sotto la casa di Bruno e riferisce a Ciro che Imma potrebbe averlo scoperto.
Imma è consapevole che la rivolta del clan e il tradimento di Ciro potrebbero costare la vita di Genny e decide così di incontrare Ciro preparandosi al peggio. Registra la telefonata su un CD e lo affida a Marina, una sua amica fidata, affinché lo consegni all'avvocato di famiglia in caso lei dovesse morire.
La mattina successiva Imma chiede a Ciro d'incontrarsi in un bar e lo affronta facendogli ascoltare la telefonata registrata sul cellulare di Bruno. La donna gli rinfaccia il tradimento concedendo altresì una via d'uscita: organizzare un'imboscata per uccidere Salvatore Conte e poi andare via senza tornare più a Napoli. Ciro minaccia Imma che però lo frena affermando che se lei dovesse morire Genny scoprirà il tradimento e per lui e la sua famiglia non ci sarà più pace.
Alla fine Ciro e Imma escono dal bar e imboccano strade opposte. Imma e Marina vengono uccise a pochi metri dal locale. Rosario s'impossessa del CD e lo distrugge.
Ciro incontra Salvatore Conte e gli propone un'Alleanza.

## Gli Immortali
- Diretto da: Stefano Sollima

### Trama
Don Pietro è in stato catatonico e non reagisce quando gli agenti di sicurezza gli comunicano che sua moglie è morta.
Genny è nella stanza da letto dei genitori e si accinge a prendere degli abiti per vestire la salma della madre. Tra i vari oggetti che Genny trova nell'armadio, c'è anche la borsetta preferita di Imma, regalatale da lui a Milano. Genny prende la borsa e la apre per prendere gli occhiali quando trova anche una seconda copia del CD, grazie al quale ora sa che Ciro ha tradito il clan ed è responsabile della morte di sua madre.
Genny chiama i suoi ragazzi e ordina di preparare i funerali e convocare tutti i vecchi del clan, per essere presenti al cimitero. 
I funerali di Imma possono avvenire solo in forma riservata e facendo scortare la bara fino al cimitero dalla polizia. Genny va all'obitorio per consegnare gli abiti con i quali vestire la madre e nel contempo fa chiamare Ciro per aiutarlo ad accompagnare il feretro della donna. Durante il viaggio Genny scambia alcune parole con Ciro, ricordando la loro amicizia e parlando di fedeltà e religione.
Ciro capisce che Genny lo ha scoperto quando arrivano al cimitero. A porgere le condoglianze ci sono tutti gli uomini della vecchia guardia con le rispettive famiglie, ma le giovani leve sono assenti. Ciro decide di fuggire trascinando la moglie e la figlia che si apprestavano a salutare Genny.
Ciro ordina ai familiari di fare al più presto i bagagli per andare via da Napoli. Nel frattempo arrivano i ragazzi di Genny e accerchiano la casa di Ciro, che però riesce a scappare dal tetto e a rifugiarsi in una casa fuori città.
Genny è in preda alla paranoia e non sa più di chi fidarsi. Ordina di far uccidere tutti i vecchi membri del clan. Alla mattanza sopravvive solo Malammore, uno degli uomini più vicini e più fedeli a Don Pietro. Genny decide di rifugiarsi in un vecchio appartamento fatiscente nelle case popolari di Scampia e fa spargere la voce che pagherà 150 000 euro a chiunque gli darà notizie sicure sul nascondiglio di Ciro.
Ciro torna a Napoli e incontra Salvatore Conte che non esita a volerlo ammazzare e portare la sua testa a Genny per riappacificarsi e riottenere le sue zone, per poi ritornare in Spagna. Ciro riesce a convincere Salvatore Conte in extremis che è in grado di far uscire Genny allo scoperto in modo che possa ucciderlo. Intanto Genny si avvicina a Diego, un bambino orfano di padre, al quale per errore un suo uomo uccide il cane, che era dietro la porta, credendo fosse qualcuno venuto ad uccidere il boss. Genny regalerà a Diego un videogioco, ma la madre vuole che il ragazzino stia lontano da lui. Ciro fa spargere la voce che accompagnerà sua figlia ad una recita teatrale. Genny cade nuovamente nella trappola di Ciro e si reca a teatro. Invia tutti i suoi uomini a circondare il perimetro esterno dell'edificio, mentre lui entrerà nell'auditorium per uccidere personalmente il traditore, usando il bambino per entrare. Prima di raggiungere il teatro, Salvatore Conte e i suoi uomini tendono un'imboscata ai ragazzi di Genny. Genny non stava viaggiando con il resto dei suoi uomini, così Salvatore Conte chiama Ciro per avvisarlo che Genny è ancora vivo. Infatti il giovane è in auto con Diego.
Ciro, capendo che Genny è riuscito ad arrivare al teatro, prende di corsa moglie e figlia per fuggire. Prima che i tre riescano a uscire dall'auditorium, Genny fa il suo ingresso e si accingono a sparare. Il trambusto dei genitori spaventati riesce a capovolgere gli eventi: Ciro spara più volte a Genny che cade sanguinante a terra, lasciandolo in fin di vita. Ciro esce di corsa con la figlia in braccio mentre la moglie Deborah lo accusa di averle usate e di essere impazzito, tanto da arrivare a sparare su un coro di bambini. Deborah prende la bambina e fugge in direzione opposta a Ciro e dicendo che non farà più ciò che dice lui.
Una volta entrato in auto per andarsene, Ciro comunica che Genny è morto ed ora rimane solo Don Pietro da uccidere.
Don Pietro sta per essere trasferito in un nuovo carcere. Nel tragitto la camionetta del penitenziario viene bloccata da un trattore dal quale escono degli uomini mascherati che aprono il fuoco. Muoiono tutti i poliziotti. La sparatoria e il portello divelto con l'esplosivo sembrano non turbare Don Pietro che per tutto il tempo rimane immobile e catatonico.
Una volta raggiunto Don Pietro, uno degli assalitori si toglie la maschera: è Malammore che è venuto a salvarlo. Don Pietro si alza, perfettamente lucido, e lo segue in auto.
Genny è riverso a terra in una pozza di sangue e il corpo crivellato dai proiettili. Tuttavia, è sopravvissuto e muove appena la mano destra.